# Boschpoort (buurt in Maastricht)
Boschpoort is een van de 44 buurten van de Nederlandse stad Maastricht. De naam van de woonwijk herinnert aan de Boschpoort, een voormalige stadspoort van Maastricht.

## Ligging
Boschpoort ligt ten noorden van het centrum van Maastricht, enigszins geïsoleerd door het vele water en de aanwezige industrieën. Ten oosten van Boschpoort stroomt de rivier de Maas. Aan de westzijde is dat de Zuid-Willemsvaart (en een stukje Bosscherweg). De Zuid-Willemsvaart scheidt Boschpoort van de buurten Frontenkwartier en Belvédère. Aan de zuidzijde grenst de buurt aan het Boschstraatkwartier in het centrum van Maastricht. Aan de noordzijde vormt een stukje rijksgrens de grens met de Belgische gemeente Lanaken. Aan de overkant van de Maas ligt het Maastrichtse kerkdorp Borgharen.
Kenmerkend voor Boschpoort is het alomtegenwoordige water: de Maas, de Zuid-Willemsvaart, het Voedingskanaal (dat de wijk in tweeën deelt), het Verbindingskanaal, het Afvoerkanaal, de Belvédère-haven en, sinds kort, het grindgat op het Bosschereiland. Het gebied ten noorden van het Verbindingskanaal is nog nauwelijks verstedelijkt.
Vrijwel parallel aan de Zuid-Willemsvaart loopt de Bosscherweg, vroeger de hoofdweg naar 's-Hertogenbosch, tegenwoordig de uitvalsweg naar de Belgische plaatsen Smeermaas, Lanaken, Zutendaal en Maasmechelen.

## Geschiedenis

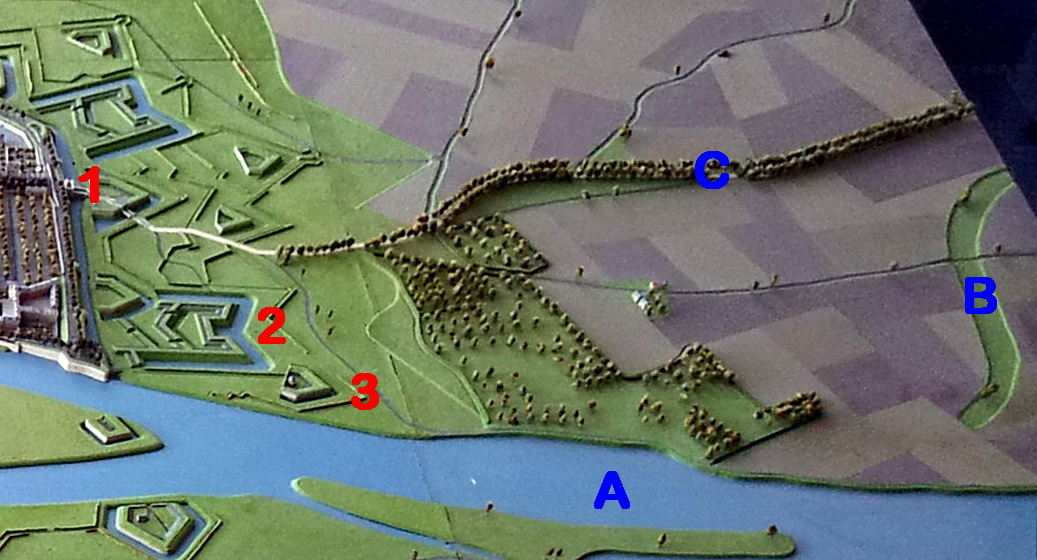
Maquette van Maastricht, ca. 1750. 1 Boschpoort; 2 Boschhoornwerk ; 3 Lunet Le Roy; A Maas; B Overlaat; C Bosscherweg

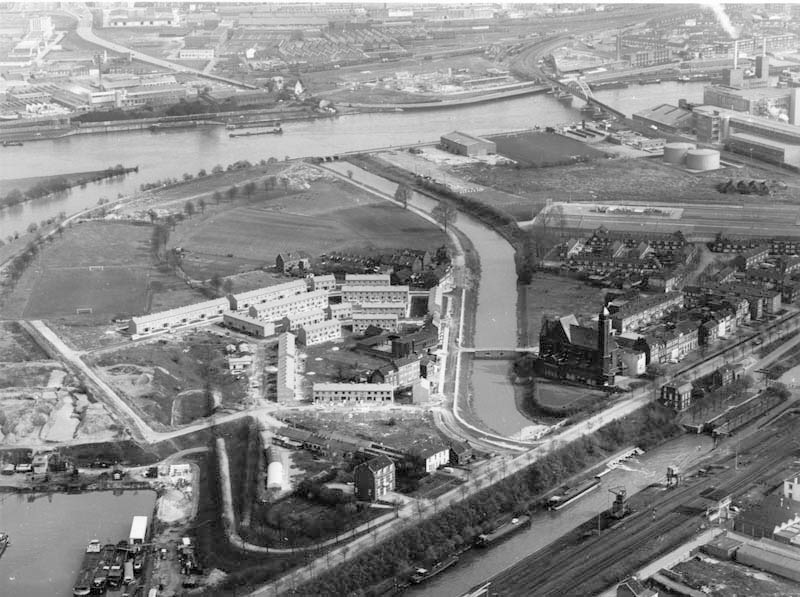
Luchtfoto uit 1965. Rechts het 'Boostenwijkje'; links de nieuwbouw

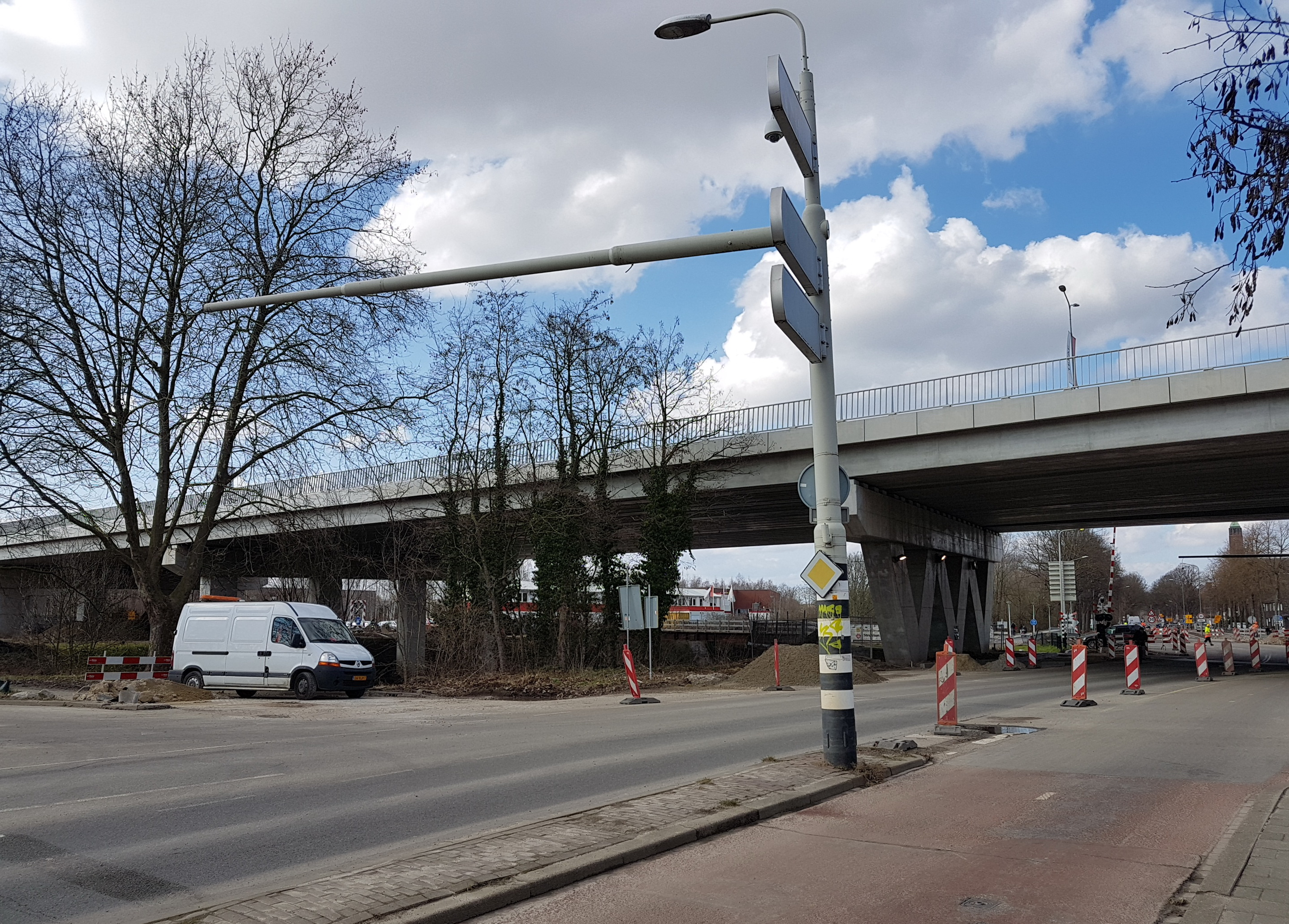
Herinrichting Bosscherweg bij Noorderbrugaanlanding, 2018

Een deel van de huidige buurt Boschpoort behoorde vanaf de 17e eeuw tot de gordel van vestingwerken van Maastricht. Op de Maquette van Maastricht uit het midden van de 18e eeuw is een oude rivierarm of overlaat te zien op de plek waar tegenwoordig het Verbindingskanaal-Afvoerkanaal loopt. Ook de Bosscherweg en de daarvan aftakkende Oude Smeermaserweg zijn duidelijk te herkennen. Aan laatstgenoemde weg ligt slechts een enkele boerderij. In de periode 1816-22 werden de buitenwerken aan de noordzijde van de stad volledig vernieuwd, waarna ze de naam Nieuwe Bossche Fronten kregen. Aansluitend hieraan, van 1822-26, werd de Zuid-Willemsvaart gegraven, die zich hier door middel van drie overwelfde doorvaarten een weg door de vestingwerken moest banen. In 1823 werd een cluster huizen voor arbeiders aan het kanaal gebouwd, de zogenaamde 'Hollandse Hoek'. De laatste van deze als tijdelijk bedoelde woningen werden pas in 1965 afgebroken. In 1855-56 werd parallel aan het kanaal de Spoorlijn Hasselt-Maastricht aangelegd en, op de andere oever, de vernieuwde Bosscherweg. Het Voedingskanaal, dat de Zuid-Willemsvaart van voldoende water voorziet, dateert mogelijk uit 1867, maar werd waarschijnlijk rond 1930 vernieuwd.
Na de opheffing van de vestingstatus in 1867 werden de vestingwerken in dit deel van de stad grotendeels gesloopt. De Maastrichtse industrieën kregen meer ruimte in het gebied Bosscherveld, maar Boschpoort bleef grotendeels onbebouwd, waarschijnlijk door de drassigheid van het gebied. Toen er uiteindelijk toch gebouwd werd, moesten sommige terreinen tot wel zeven meter opgehoogd worden. De lintbebouwing aan de oostzijde van de Bosscherweg dateert uit het begin van de 20e eeuw. Een tijdelijk woningcomplex verrees in 1920 langs de Maas aan de zuidzijde van het Voedingskanaal. In de 200 betonnen noodwoningen werden met name bewoners afkomstig uit de beruchte Cité Ouvrière aan de Sint Antoniusstraat gehuisvest. De wijk werd eind jaren 1930 gesloopt.
Omstreeks 1930 werden enkele grote infrastructurele werken uitgevoerd in het gebied. Zo werd het Bosscherveldkanaal (tegenwoordig aangeduid als Verbindingskanaal) gegraven en werden een tweetal sluizen gebouwd. Het Verbindingskanaal was bedoeld om een betere verbinding tot stand te brengen tussen enerzijds de Maas en het Julianakanaal en anderzijds de Zuid-Willemsvaart en het Albertkanaal. In 1935 kwam in opdracht van woningbouwvereniging Sint-Servatius een arbeiderswijkje met circa 130 woningen gereed, ontworpen door Alphons Boosten en aanvankelijk minder gunstig bekend staand als "de Boskai". In de jaren 1960-70 verdubbelde het aantal woningen, onder andere door de bouw van twee hoogbouwflats. Desondanks bleef de wijk toch beperkt van omvang en enigszins achterafgelegen in een gebied dat gedomineerd werd door industrie en infrastructuur. De bouw van de Noorderbrug in 1984 (waarvan de aanlanding in 2017 in noordelijke richting werd verschoven) versterkte de geïsoleerde ligging.
In het kader van het Plan Belvédère zou er ook in Boschpoort flink worden gebouwd. Door de bevolkingskrimp en achterblijvende economie is daarvan slechts een deel gerealiseerd. Rond de Belvédère-haven (voorheen Jo-johaven geheten) zijn omstreeks 2010 circa 220 appartementen en woningen gerealiseerd. Door de verlegging van de Noorderbrugaanlanding en de ontwikkeling van het Sphinxkwartier krijgt Boschpoort meer aansluiting bij het centrum van Maastricht.
Vanaf 2008 wordt het bij Boschpoort behorende Bosschereiland grotendeels afgegraven ten behoeve van de hoogwaterbeveiliging en grindwinning (zie Plan Grensmaas). Het gebied zal na beëindiging van de grindwinning in 2019 worden heringericht als waterpark met geulen, eilandjes en wandel- en fietspaden.

## Voorzieningen

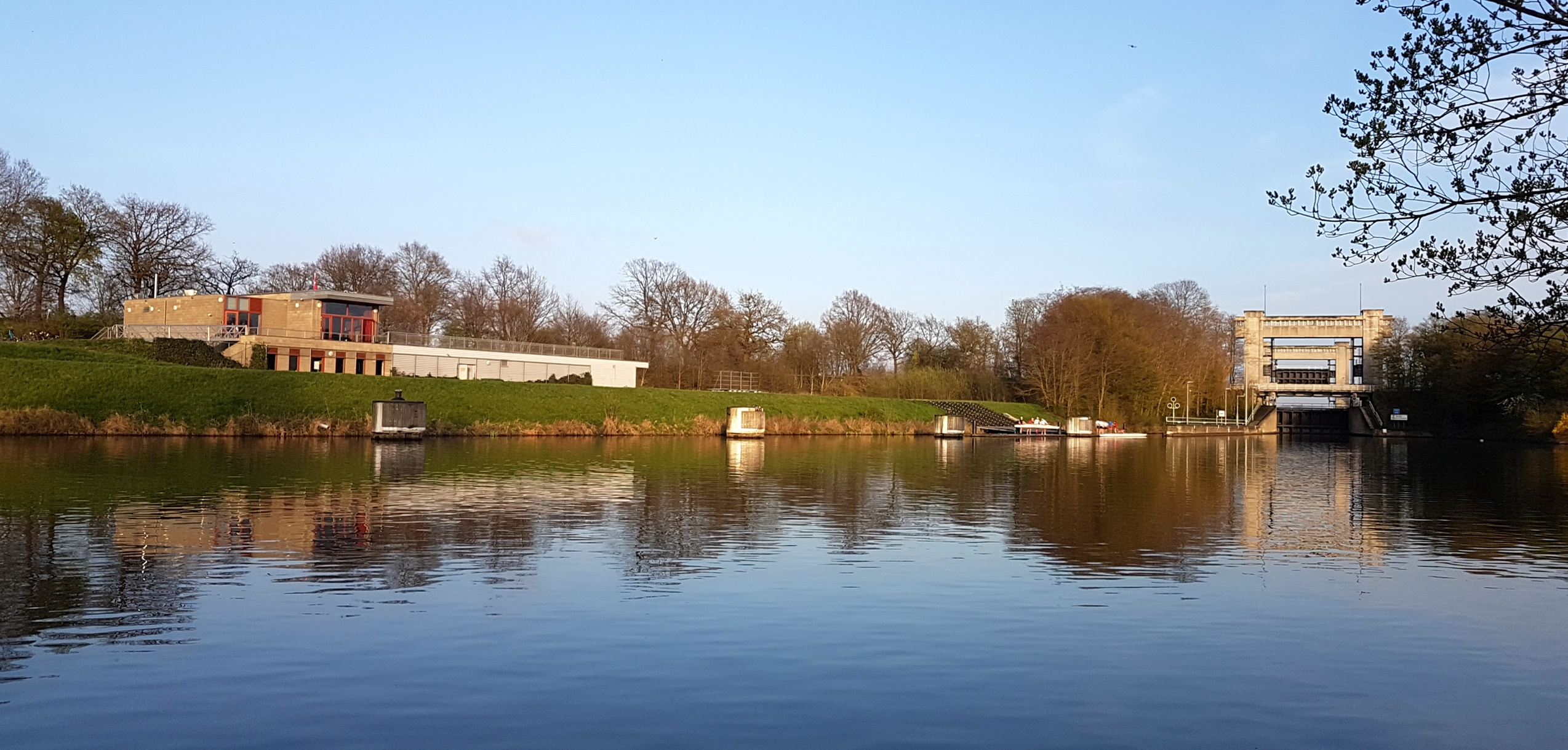
Botenhuis M.S.R.V. Saurus

Door het relatief geringe inwonertal kent de buurt weinig eigen voorzieningen. Behalve een supermarkt zijn er enkele horecavoorzieningen. De Sint-Hubertuskerk, de voormalige Rooms-katholieke parochiekerk van Boschpoort, is in 2009 aan de eredienst onttrokken en in gebruik genomen als  fitnesscentrum.
In de punt tussen het Voedingskanaal en het Verbindingskanaal ligt een klein volkstuincomplex. Ten zuiden hiervan is een afvalwaterzuivering van Sappi Maastricht gevestigd. Iets ten noorden van de Stuw Bosscherveld is aan de Zuid-Willemsvaart het club- en botenhuis van de Maastrichtse Studenten Roeivereniging Saurus gelegen. In het noordelijk deel van Boschpoort ligt tussen de Bosscherweg en de Maas een kleine camperplaats.

## Erfgoed, architectuur en stedenbouw

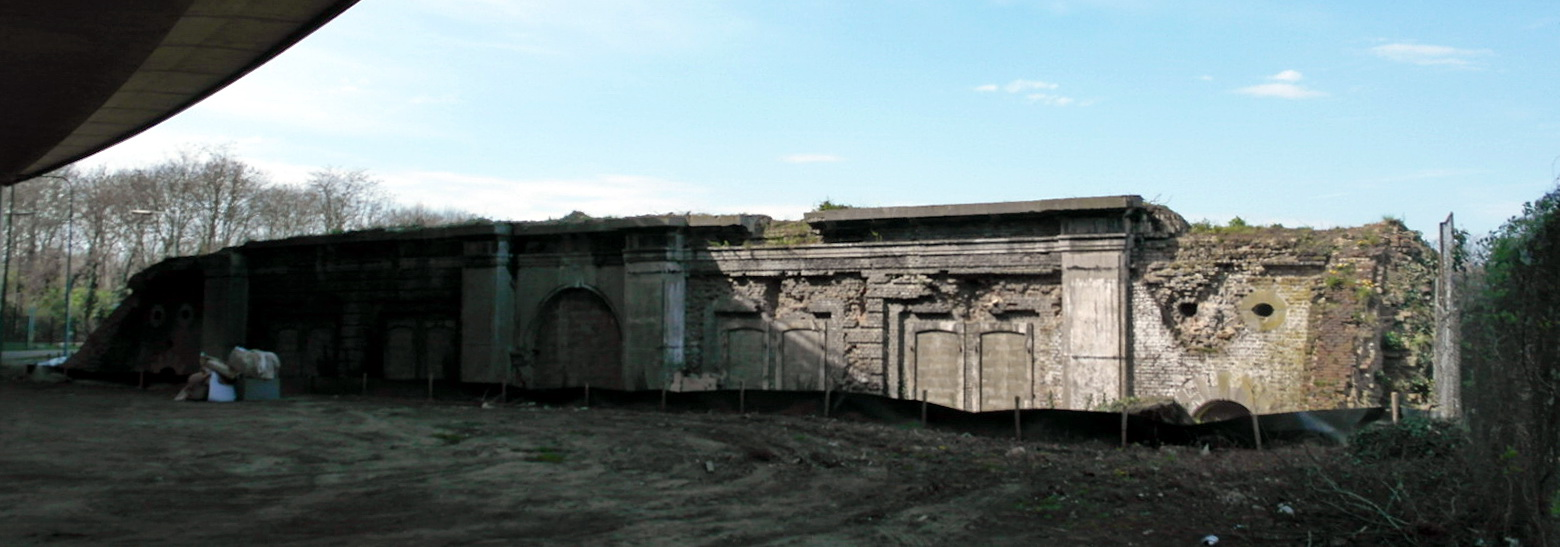
De kazemat van ravelijn c

In het zuidelijk deel van de buurt liggen enkele schamele restanten van de vestingwerken van Maastricht. Onder de aanlanding van de Noorderbrug ligt de kazemat van ravelijn c uit 1821, onderdeel van de Nieuwe Bossche Fronten. Iets meer naar het westen is een van de overwelfde doorvaarten in de Zuid-Willemsvaart bewaard gebleven, compleet met jaarsteen 1826 en een gekroonde W (van koning Willem I).
Door de aanwezigheid van het vele water telt Boschpoort een aantal bruggen en sluizen. Sluis 19 in de Zuid-Willemsvaart uit 1829 en de bijbehorende ophaalbrug, die in 1929 is vernieuwd, zijn rijksmonumenten. Iets ten noorden van de sluis bevinden zich een viertal gemetselde duikers op rij met hardstenen bogen, alle vier met een gekroonde W (van koning Willem III) en het jaartal 1867. Ook de in 1929-30 naar plannen van ingenieur Otto Reich gebouwde Stuw- en sluiscomplex Borgharen (in de Maas) en de Sluis Bosscherveld (in het Verbindingskanaal) genieten sinds 1997 bescherming als rijksmonument. In de Zuid-Willemsvaart en het Verbindingskanaal liggen veel woonboten.

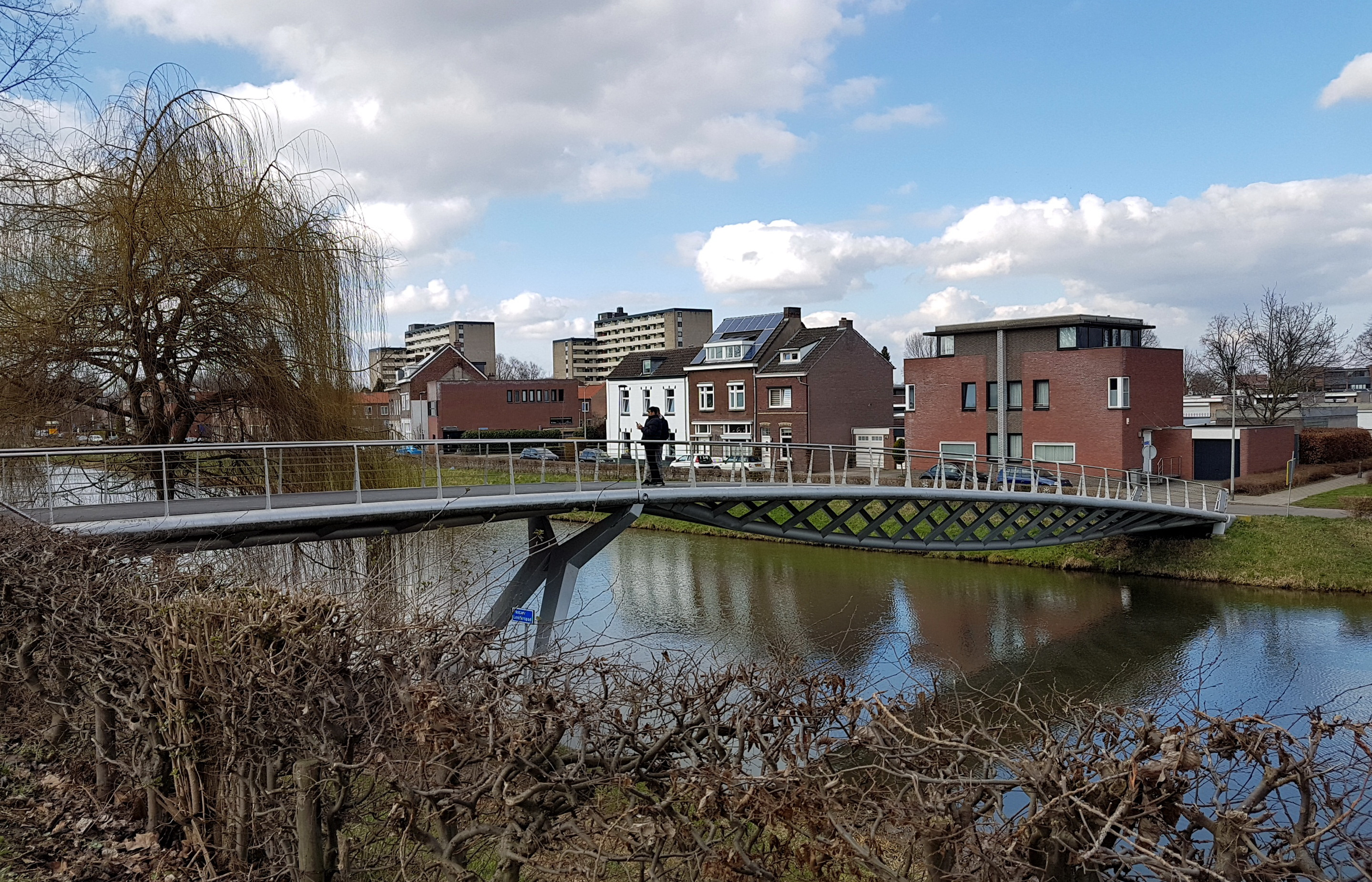
Voedingskanaal
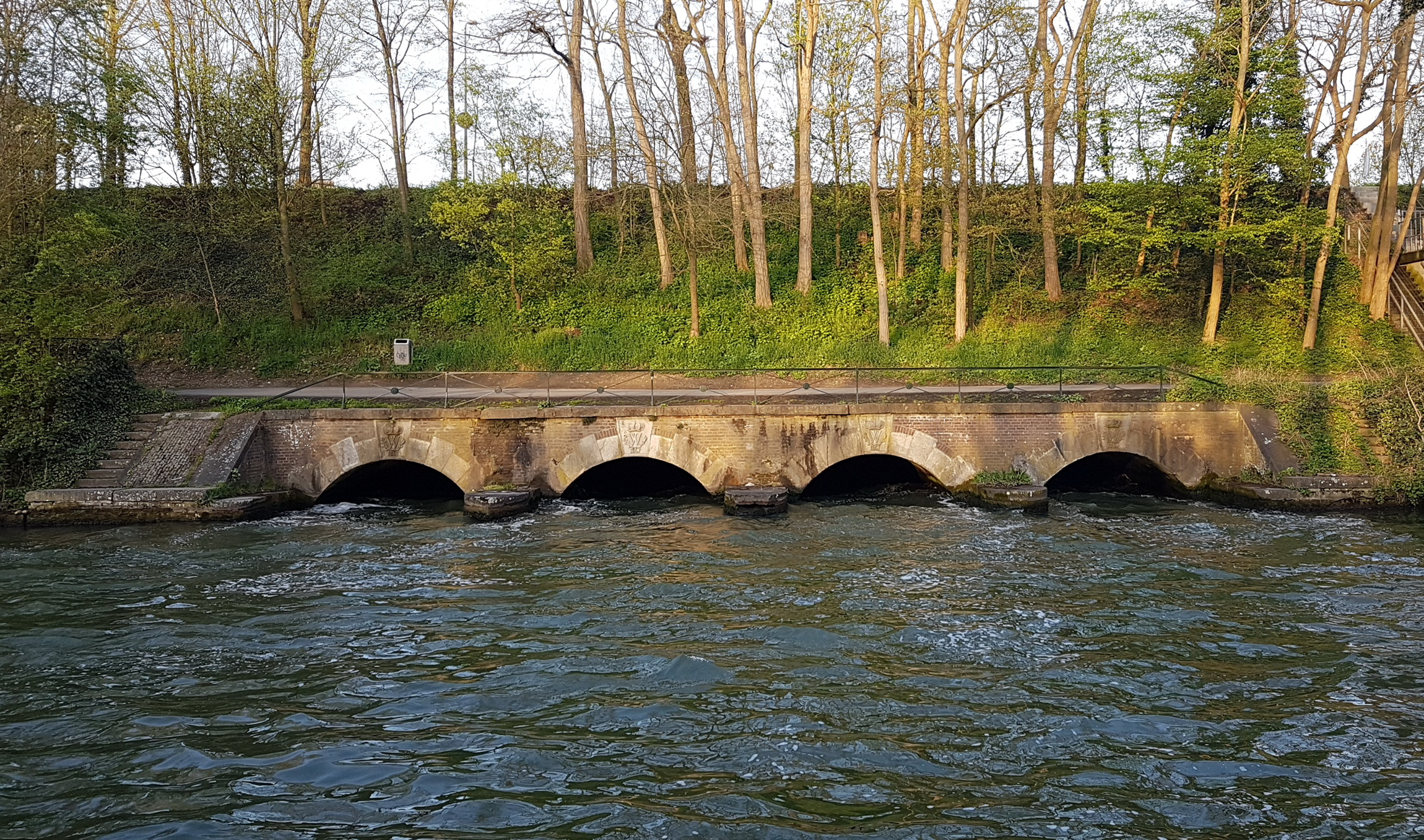
Duikers, Zuid-Willemsvaart
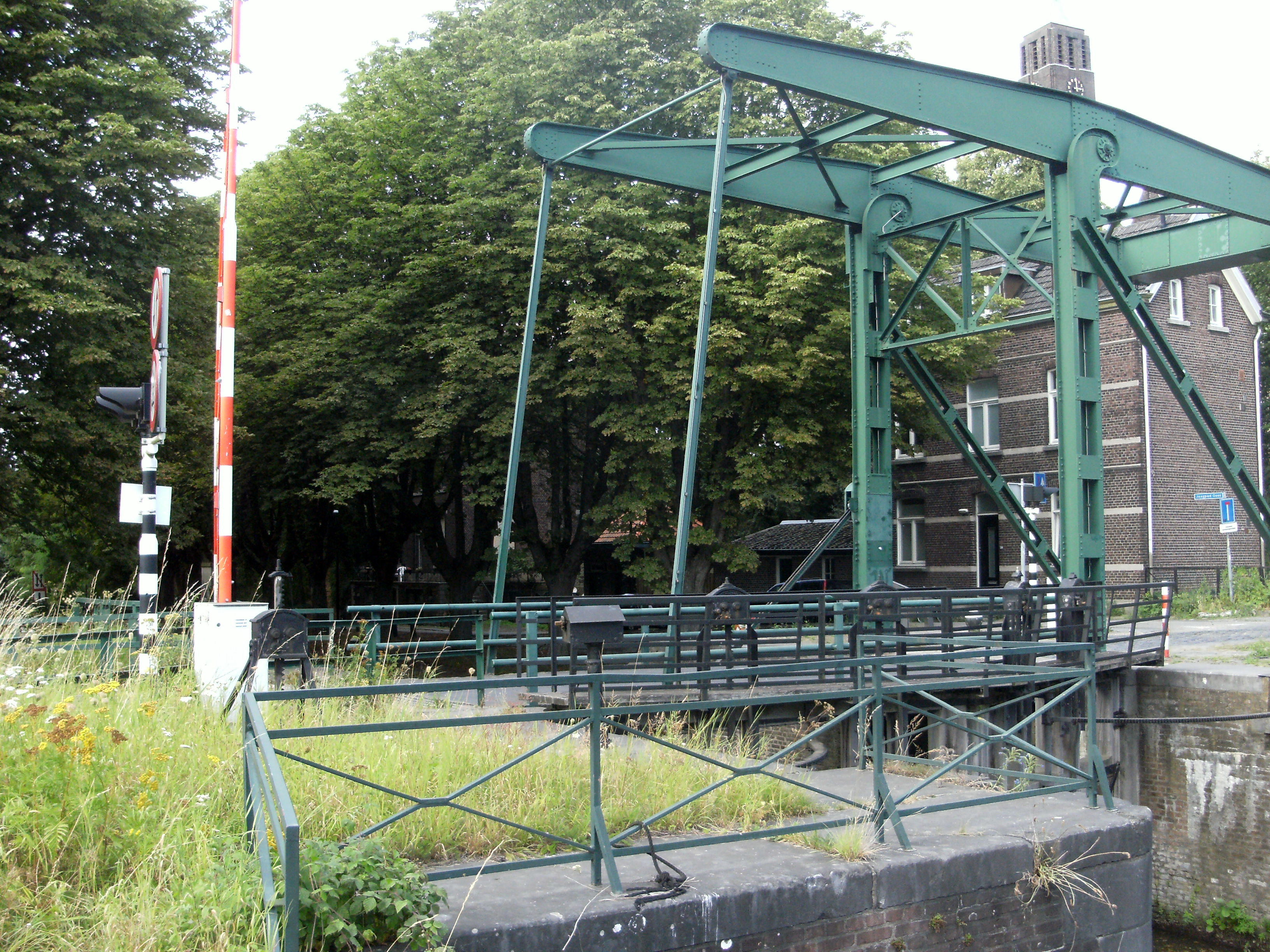
Sluis 19, Zuid-Willemsvaart
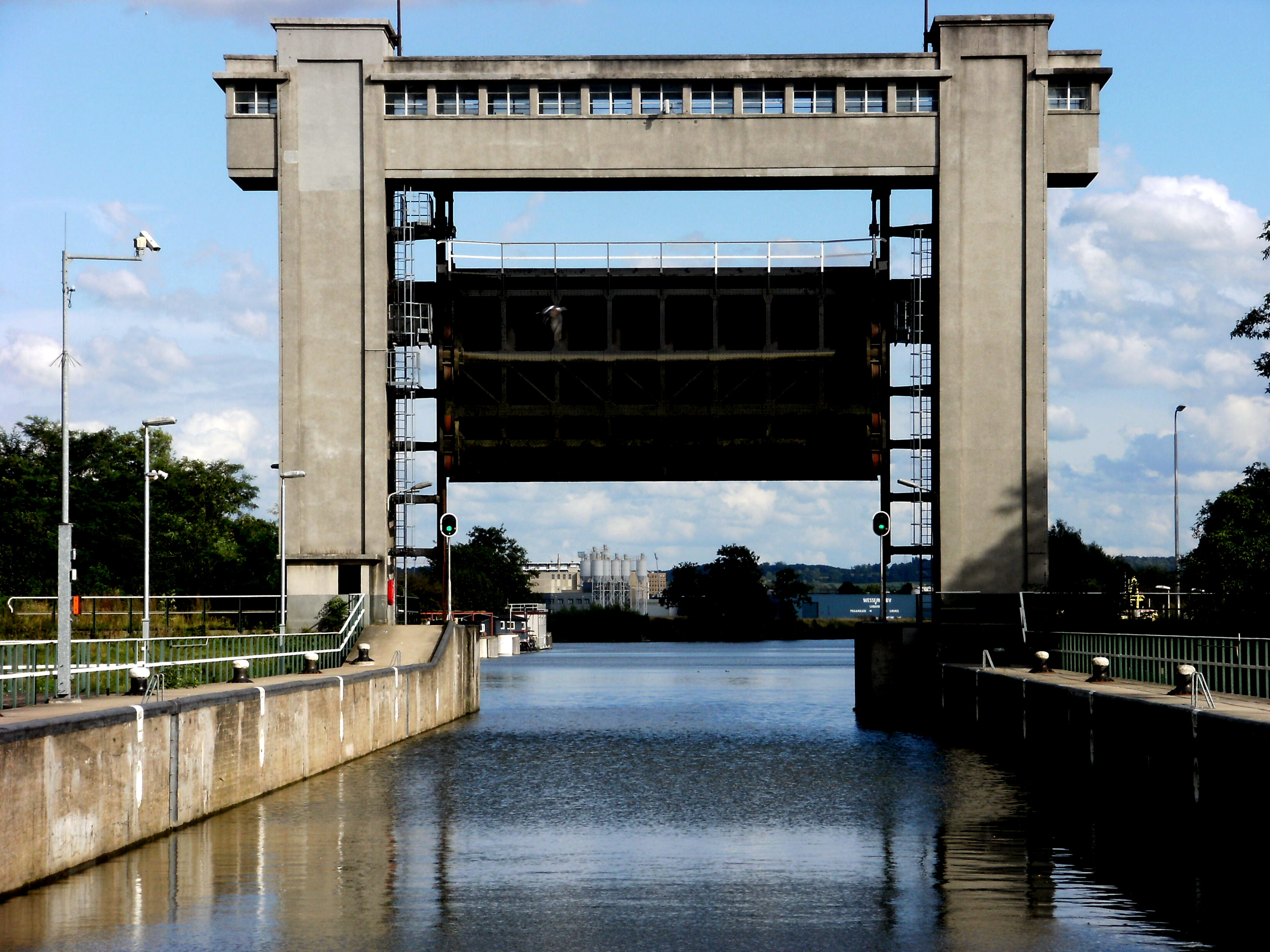
Sluis 20, Verbindingskanaal

De dubbele brug- en sluiswachterswoning bij Sluis 19 dateert uit circa 1850. Aan de Bosscherweg 185 ligt de voormalige directiewoning van een nabijgelegen leerlooierij. Het herenhuis uit 1907 heeft de stijlkenmerken van de art nouveau. De niet meer als zodanig in gebruik zijnde Sint-Hubertuskerk is een belangrijk werk van architect Jules Kayser uit 1925 en is een voorbeeld van expressionistische architectuur in baksteen. Dezelfde architect bouwde twee jaar later een lagere school aan de noordzijde van het Voedingskanaal. Het zogenaamde 'Boosten-complex' van Alphons Boosten uit de jaren 1930 bestaat uit 128 geschakelde arbeiderswoningen. De tamelijk gesloten bouwblokken geven de buurt een intiem karakter. De in 1982 gerenoveerde woningblokken aan de Bosscherweg, de Gebroeders van Limburgstraat, de Henri du Montstraat, de Van Eyckstraat, de Lodewijk de Bisschopstraat, de Goltziusstraat, de Frederic Stroekenstraat en de Voedingskanaalweg zijn sinds 1997 beschermd als rijksmonument.

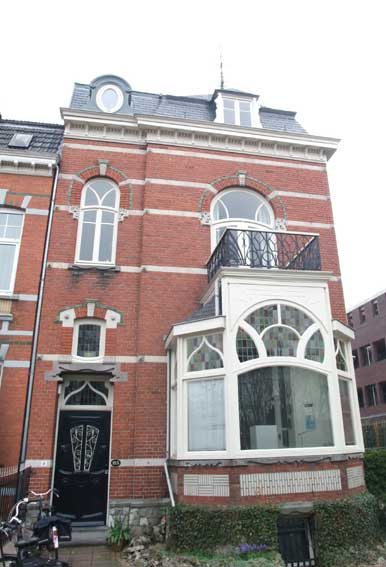
Art nouveauhuis
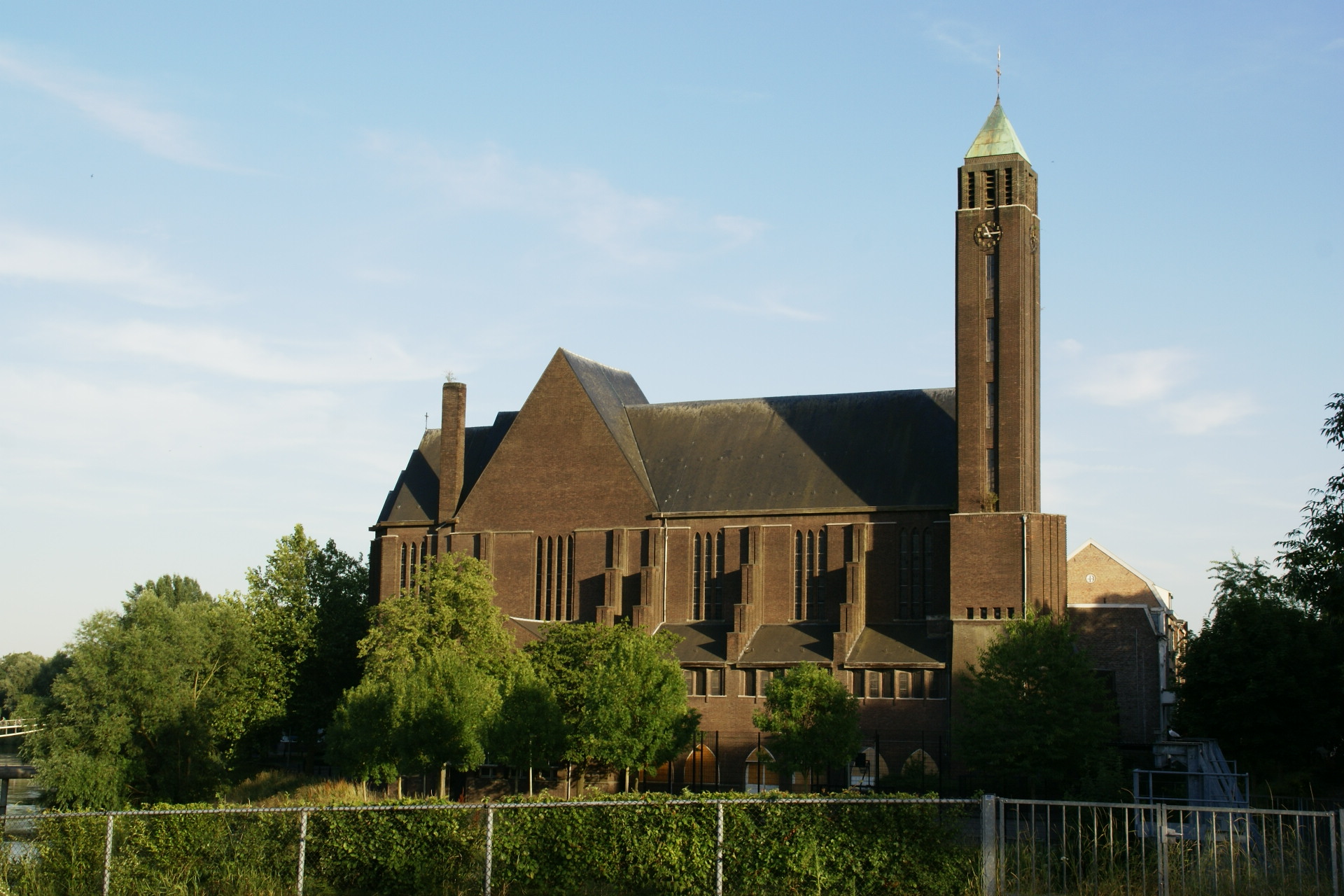
Sint-Hubertuskerk
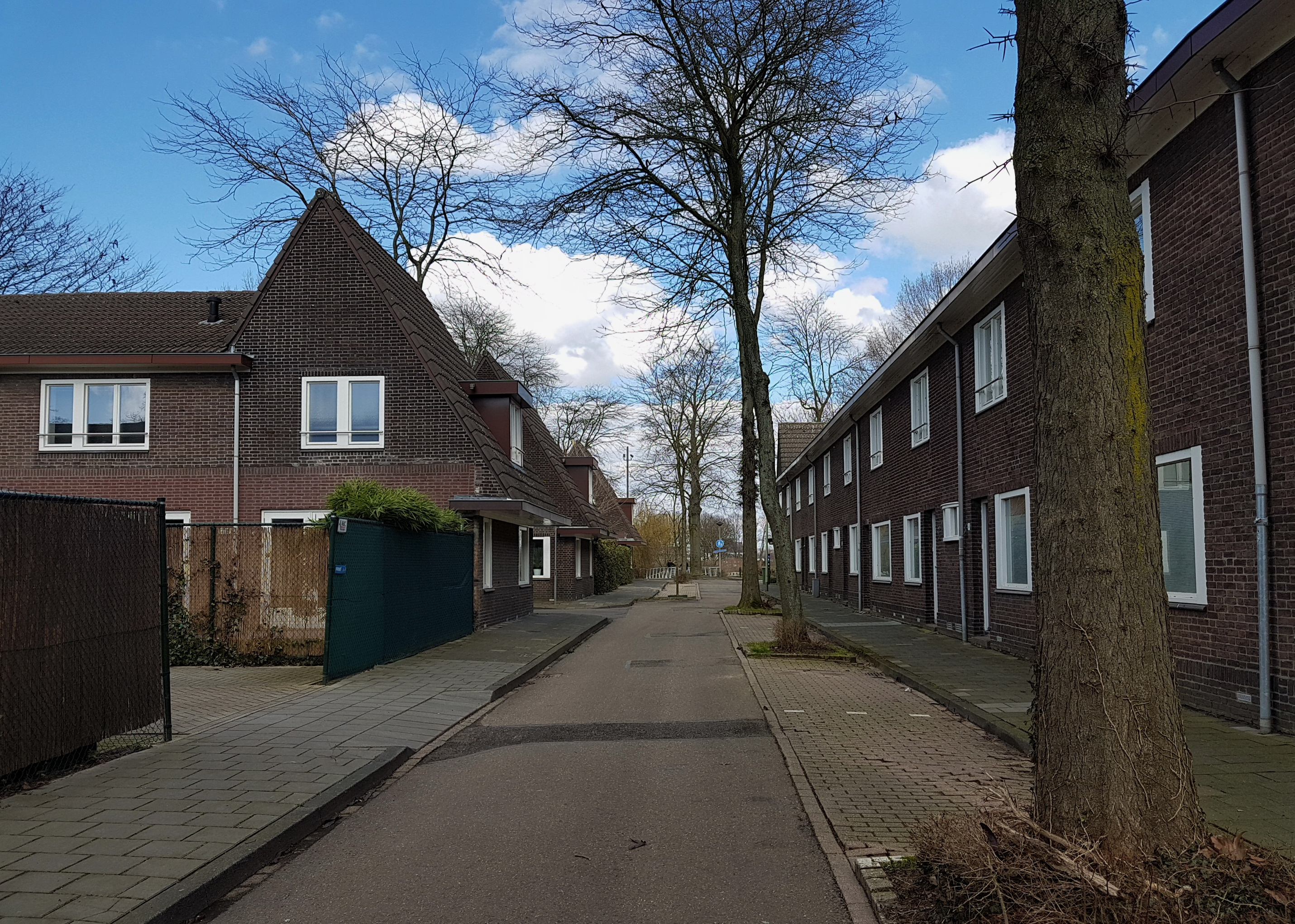
Gebrs. Van Limburgstraat
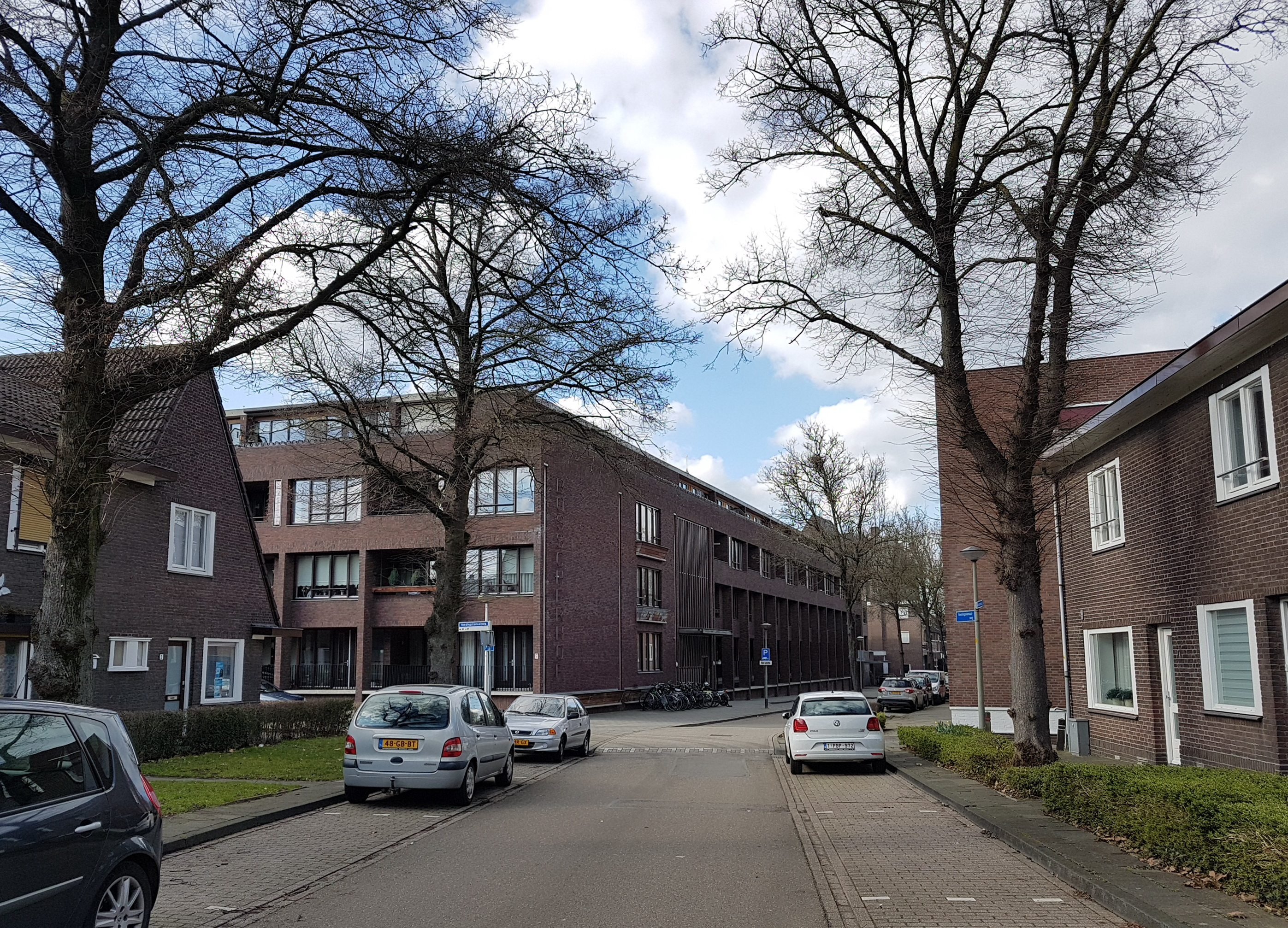
Goltziusstraat: oud en nieuw